# Къде отиваш?
„Къде отиваш?“ (на италиански: Quo vado?) е италиански филм от 2016 година, комедия на режисьора Дженаро Нунцианте по негов сценарий в съавторство с Кеко Дзалоне.
В центъра на сюжета е провинциален чиновник, решен да се съпротивлява до край на опитите на началничката му да го откъсне от държавната служба, докато е командирован в арктическа изследователска база и започва любовна връзка с авантюристично настроена млада жена. Главните роли се изпълняват от Кеко Дзалоне, Елеонора Джованарди и Соня Бергамаско.
„Къде отиваш?“ има голям успех в Италия, превръщайки се в най-касовия италиански филм за времето си.